# CSK-csapatok
A „CSK” elnevezés a Csillagkapu sci-fi sorozatban a Csillagkapu Programban részt vevő katonai csapatokra utal, az azt követő szám azok megkülönböztetésére szolgál. Néhány csapatnak speciális feladataik vannak a Csillagkapu Programon belül.
A programot a Csillagkapu Parancsnokságról (CSKP) irányítják, aminek küldetése a csillagkapu – egy Egyiptomban talált földönkívüli eszköz, funkciója, ahogy arra később rájöttek, a kozmoszban szétszórt hasonló eszközök közötti azonnali utazás – őrzése és használata. A kaput a Föld megvédésének érdekében kezdték alkalmazni, miután a Goa’uld fenyegetéssé vált a Földre nézve.
A Csillagkapu Parancsnokság megalakulásakor 9 CSK csapat alakult, jelenleg legalább 22 van, mindegyik későbbi bővítés feltehetően Davis őrnagy kérésére történt, ahogy a „Tűzön-vízen át” című epizódban is történt. A csapattagok többsége az Amerikai Légierőből vagy a tengerészgyalogságból kerül ki, de vannak civil tagok és újabban más országok katonaságának tagjai is, a csillagkapu létezésének felfedése után (Először az oroszoknak  adtak hozzáférést a „Megváltás” második részében megismert egyezség szerint. A csapatot először a „Metamorfózis” című epizódban lehetett látni). Kis számú földönkívüli (Teal’c, Jonas Quinn és Vala Mal Doran) csapattag is van. Lent található meg a sorozatban eddig említett CSK csapatok listája.

## CSK-csapatok listája
„…Országunk elnöke azonban meglepő módon Önnel ért egyet. Amennyiben az elméletük beigazolódik, alakítunk kilenc csapatot, melyek feladata a felderítés és a fenyegetés felmérése lesz, és ha lehet békés kapcsolatfelvétel más bolygók lakóival. E csapatok létezése és működése szigorúan titkos, senki nem tudhat róluk, kivéve az elnököt és a vezérkart. Ezredes, az Ön csapatának a neve CSK-1 lesz.”

– George Hammond vezérőrnagy,  az első CSK csapatok megalakulásakor, „Az Istenek gyermekei” című részben

A "korábbi ismert tagok" oszlopban szereplő személyek meghaltak, áthelyezték őket stb. Az "ismert tagok" lista azokat tartalmazza akik vagy szerepeltek a csapatba, de nem egyszerre, vagy nem hagyták el a csapatot.
| Csapat | Feladatkör               | Ismert tagok | Korábbi ismert tagok                                                                                     |
| ------ | ------------------------ | --- | --- |
| CSK-1  | Felderítés               | Cameron Mitchell, Daniel Jackson, Teal’c, Vala Mal Doran                                                                                   | Jonathan Jack O'Neill, Samantha Carter, Robert Makepeace, Fred Buonarotti, Mathison, Hagman, Jonas Quinn |
| CSK-2  | Felderítés               | Carl Warren, Casey, Louis Ferretti, Penhall, Michael Patrick Coburn, Michael Griff, Sands, Bell                                            | Charles Kawalsky†, Ben Pierce                                                                            |
| CSK-3  | Tengerészgyalogos egység | Albert Reynolds, Bosco, Castleman, Johnson, Peterson, Carl Warren                                                                          | Robert Makepeace, Wade†, Morrison†, Teal’c                                                               |
| CSK-4  | Orosz egység             | Howe, Marvin, Jentzsch, Dan Bseiso | Sergei Evanov, Kravchenko                                                                                |
| CSK-5  | Tengerészgyalogos egység | Harper, Castleman, Soong, Baker, Davis, Anderson, Russell                                                                                  | Dean Barber†                                                                                             |
| CSK-6  | Keresés és megmentés     | Barnes, Fisher, Ryan, Brooks, Holmes, Erdmann, Burke, Miller, Riley, Sebring                                                               | |
| CSK-7  | Tudományos kutatócsoport | Long, Isaacs, David Evans, Mercedes Wynter, Karl Kreder, Adams                                                                             | |
| CSK-8  | Orvosi egység            | Strong, Palmer, Donavan, Tucker, Yip, Biggins                                                                                              | |
| CSK-9  | Diplomácia egység        | Benton, Stan Kovacek, Grogan, Tarkman, Winters, Gross, DePalma                                                                             | Jonas Hanson†, Conner, Thomas Frakes†, Baker†                                                            |
| CSK-10 | Felderítés               | Henry Boyd, Moore, Colville, Seyler, Heinig                                                                                                | |
| CSK-11 | Mérnöki egység           | Connor, Hawkins, Loder, Sanchez, Robert Rothman, Edwards, Lorne, Ritter, Menard, Woeste, Winters, Rathbone, Martine, Paris, Charles DeSoto | |
| CSK-12 | Orvosi egység            | Barrett, Smithers, Behunin, Green, Jones, Johnson                                                                                          | |
| CSK-13 | Titkos küldetés          | David Dixon, Cameron Balinsky, Simon Wells, Jake Bosworth, Waterhouse, Deveraux, Sanderson, Cochrane, Apone                                | |
| CSK-14 | Felderítés               | Thomas Graham, Blasdale, Astor, Lewis, Glassner, Heffron, Wright, Sarah O'Neil                                                             | |
| CSK-15 | Felderítés               | Aston, Dwight, Tom Kemp | Ben Pierce                                                                                               |
| CSK-16 | Tudományos kutatócsoport | Wolfe, Marcus Quinn, Kenneth Sardoni, Paul Cook, Chin                                                                                      | Albert Reynolds                                                                                          |
| CSK-17 | Felderítés               | Thomas, Behrens, Gallegos, Stanton, Frances Sullivan                                                                                       | Mansfield†, Kevin Elliot†                                                                                |
| CSK-18 | Tengerészgyalogos egység | Reeves, Bond, Sorenson, Summer, Cutler, Rosenberg                                                                                          | |
| CSK-19 | Titkos küldetés          | Brown, Williams, Cheeks, Ryder | |
| CSK-20 | Orosz egység             | Tolinev | Sergei Evanov†                                                                                           |
| CSK-21 | Ismeretlen               | Egyik tag neve sem ismert | |
| CSK-22 | Ismeretlen               | Egyik tag neve sem ismert | |
| CSK-23 | Ismeretlen               | Egyik tag neve sem ismert | |
| CSK-24 | Ismeretlen               | Egyik tag neve sem ismert | |
| CSK-25 | Szárazföldi harciegység  | Egyik tag neve sem ismert | |

### Más csapat megjelőlések
- CSK-X – Nem része a Csillagkapu Parancsnokságnak, hanem egy csoport emberi rabszolga az Apophis-t szolgáló Jaffák kiképzése alatt.[1]
- 1. SFW – Létezik legalább egy repülőosztálnyi F-302 pilóta, bár ők valójában nem számítanak CSK csapatnak. Az nincs tisztázva, hogy az SFW mit takar, de lehet Space Fighter Wing (Űr Vadász Repülőosztály), Stargate Fighter Wing (Csillagkapu Vadász Repülőosztály) vagy valami hasonló. [2]

## Csillagkapu: Atlantisz
A spin-off sorozat, a Csillagkapu: Atlantisz is szerepeltett több bolygón kívüli, felderítést végző csapatot. Legalább három állandó csapatról történt említés:
- Sheppard csapata. Eredetileg John Sheppard őrnagy irányította és  Teyla Emmagan, Aiden Ford hadnagy és dr. Rodney McKay voltak a tagjai. Miután Ford megszökött a fogságból a Lidérc enzim hatása alatt, az egyik Sheppard-ék által meglátogatott bolygón talált satedai specialista, Ronon Dex lett az új tag.
- Stackhouse csapata. Eredetileg Stackhouse őrmester vezette. A tengerészgyalogos kontingens megérkezése óta, Stackhouse-t leválthatták, mint a csapat vezetőjét, feltéve hogy nem halt meg.
- Bates csapata. Eredetileg Bates őrmester vezette. Amióta Bates megsebesült és feltehetően visszaszállították a Földre, nem ismeretes, hogy valaki más átvette-e a parancsnokságot, vagy feloszlatták-e a csapatot.
- Lorne őrnagy is úgy tűnik, hogy saját csapattal rendelkezik.

Több szakosodott csapatot is összeállítottak egyedi küldetésekhez (például egy régészeti csapat a Suspicion című részben, és egy tengeri kutató csapat a Runner című részben).
Hivatalos csapatelnevezést még nem említettek a sorozatban, de Peter DeLuise rendező és kreatív konzultáns, a csapatokat 'Atlantis Reconaisance, Team 1-től 3-ig'-nak (Atlantisz Felderítő Csapat) nevezte és Joseph Mallozzi vezető producer a csapatokat 'First Atlantis Reconaisance Team', 'Second  Atlantis Reconaisance Team', 'Third Atlantis Reconaisance Team' (Első/Második/Harmadik Atlantiszi Felderítő Csapat) nevezte (bár a legtöbb rajongó feltételezi, hogy ezt tréfásan tette, hiszen nem valószínű, hogy dr. Weir a F.A.R.T.-nak (angolul: fing), S.A.R.T.-nak és T.A.R.T.-nak (angolul: ribanc) kezdene küldetéseket kiosztani).

## Más csapatjelölések
- 1st TFW (Wraithwaxers)(Első TFW (Lidérc-viaszolók) – Legalább egy repülőosztály F-302 pilóta van a Daedalus fedélzetén, bár ők valójában nem számítanak CSK csapatnak. A TFW jelentése nem tisztázott.[3]